# Sahebganj
Sahebganj (aussi appelée Sahibganj) est une ville indienne située dans le district de Sahebganj dans l’État du Jharkhand. En 2001, sa population était de 80 154 habitants.

## Source de la traduction
- (en) Cet article est partiellement ou en totalité issu de l’article de Wikipédia en anglais intitulé « Sahebganj » (voir la liste des auteurs).